# Датская кампания Карла XII
Датская кампания 1700 года — кампания шведского короля Карла XII по принуждению датского короля Фредерика IV к выходу из войны, имевшая место в начале Великой Северной войны.

## Предыстория
В череде территориальных войн, проходивших на протяжении XVII века между Швецией и Данией, последняя потеряла значительную часть земель, в том числе области, контролирующие пролив между Ютландским и Скандинавским полуостровами. Попытка короля Кристиана V вернуть Дании область Сконе в 1675 году успехом не увенчалась.
Новый виток противостояния этих государств был спровоцирован намерениями Карла XI, короля Швеции, ослабить позиции Дании в Европе. С этой целью в союзное Швеции герцогство Гольштейн на стыке Ютландского полуострова и материковой Европы в 1697 году была введена 5-тысячная шведская армия и началось строительство оборонительных сооружений.
В 1699 году по инициативе Дании был заключён военный договор между государствами, имеющими к Швеции территориальные претензии. В договоре участвуют король Дании и Норвегии Фредерик IV и русский царь Пётр I, позднее к ним присоединяется Август II, курфюрст Саксонии и король Польши. Перспективы войны виделись широкими — юный шведский король, Карл XII, серьёзно не воспринимался, вмешательство других государств в войну на стороне Швеции считалось маловероятным.
В соответствии с договором война была начата Саксонией и Данией в 1700 году.

## События

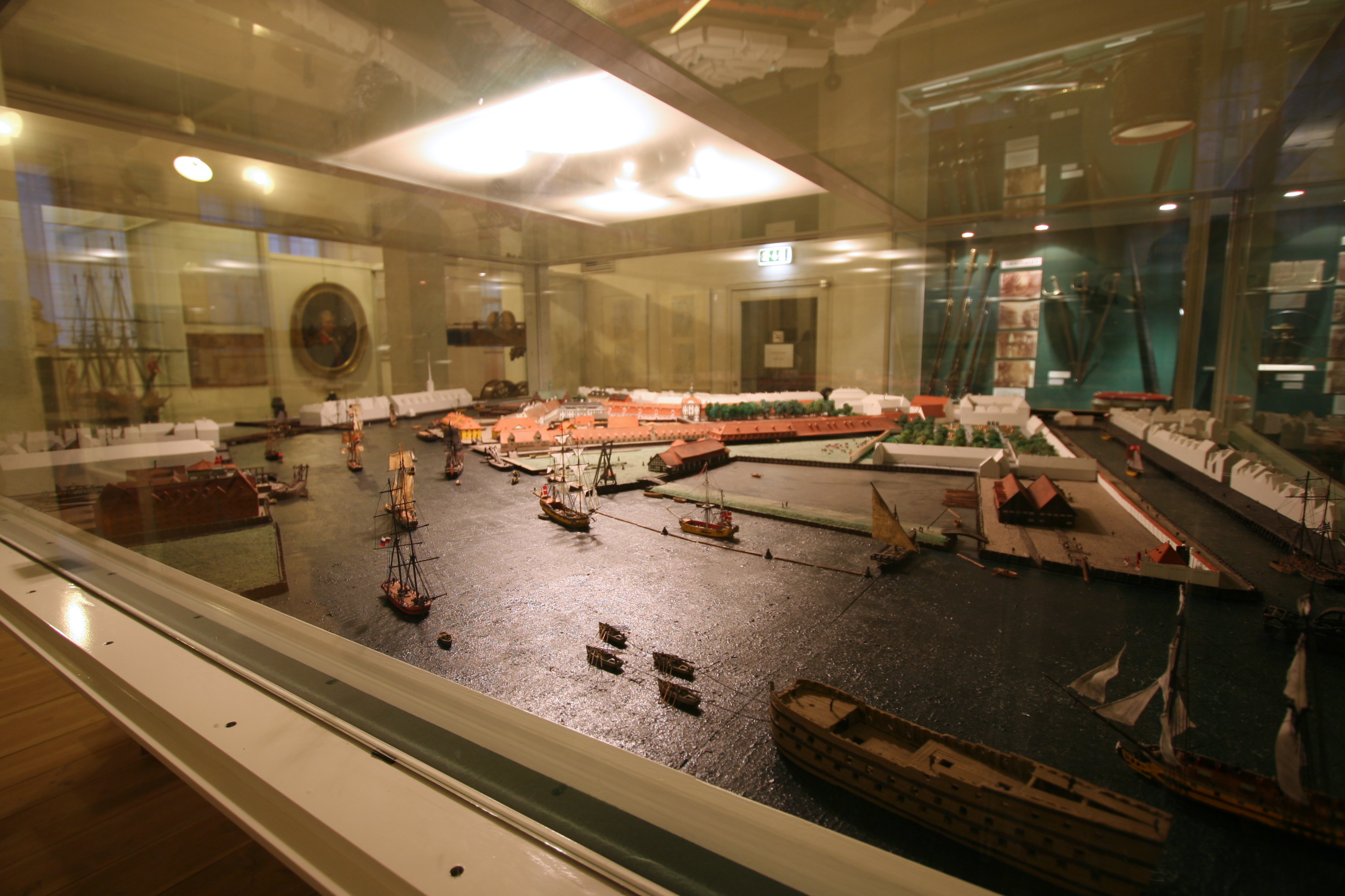
Макет: Датский флот в главной морской базе — Копенгаген, 1700 год

Первоочередной целью войны датчане поставили захват шведских областей в материковой Европе. В марте 1700 года 16-тысячная датская армия во главе с Фредериком IV Датским вторглась в Гольштейн. Датчане взяли крепость Гузум и осадили Тëннинг. После оккупации Гольштейна был запланирован захват Померании.
Карл XII неожиданно для противников получил поддержку от Великобритании и Голландии. 24 июля (4 августа) 1700 года его армия, поддерживаемая англо-голландской эскадрой под командованием адмирала Джорджа Рука, высадилась на остров Зеландию у Гумлебека (в 10 километрах севернее Копенгагена) и осадила столицу Дании Копенгаген.
Столь серьёзная крепость, как Копенгаген, могла защищаться очень долго. Но она оказалась не подготовленной к обороне. Десантной армии Карла XII численностью 15 000 человек датчане могли противопоставить не более 4000 солдат, а датский флот был заблокирован в гавани основной частью шведской эскадры. Карл XII пригрозил полностью разрушить город, если датчане откажутся подписать мир на его условиях. Датчане этому требованию уступили.
7 (18) августа 1700 года (8 августа по шведскому календарю) в Травендале между Швецией и Данией был подписан мирный договор, по которому последняя отказывалась от союза с Саксонией, признавала независимость герцогства Гольштейн и обязывалась уплатить Швеции издержки датской кампании.

## Итоги
Таким неожиданным, но эффективным ходом Карл XII вывел из войны (на 9 лет) одного из противников.
Через 12 дней после капитуляции Дании, 19 (30) августа (20 августа по шведскому календарю), войну Швеции объявила Россия.
Через месяц после капитуляции Дании, 15 сентября, Август II, курфюрст саксонский и король польский, перед угрозой направлявшейся в Лифляндию шведской армии снял длившуюся около 7 месяцев осаду Риги и отошёл в Польшу.
Таким образом, шведская армия, считавшаяся одной из сильнейших армий Европы, к концу 1700 года осталась «один на один» против армии Петра I, осадившей в начале осени крепость Нарву.